# Moba
Moba – miasto w Demokratycznej Republice Konga, w prowincji Tanganika.